# Kuno van Lechsgemünd
Kuno I van Lechsgemünd (ca. 1030 - voor 1094) was een edelman uit Beieren.
Kuno was graaf van graaf van Lechsgemünd(gebied rond de monding van de Lech (rivier), bij Donauwörth), Horburg en Frontenhausen. In 1054 werd hij samen met zijn broers verslagen door bisschop Gebhard I van Eichstätt (stad), de latere paus Victor II. Kuno was tijdelijk graaf van het Pustertal en stichtte meerdere kloosters. In 1091 was hij aanwezig bij keizer Hendrik IV in Verona. 
Kuno was getrouwd met Mathilde van Achalm (ca. 1040 - 30 september 1092/1094), die na haar man is overleden. Kuno en Mathilde kregen de volgende kinderen:
- Hendrik, gesneuveld in de Slag bij Mellrichstadt, vader van Hendrik van Lechsgemünd en Frontenhausen en van Otto van Möhren
- Otto van Horburg, graaf aan de Naab
- Kuno van Horburg, gehuwd met Irmgard van Rott (weduwe van Gebhard II van Sulzbach), ouders van Kuno en Koenraad
- Burchard van Lechsgemünd
- Berthold, gehuwd met Beatrix van Dachau, medestichter en voogd van het klooster in Eisenhofen an der Glonn. Ouders van Burkhard en Helika.
- mogelijk Mathilde gehuwd met Frederik van Tengling graaf van Peilstein, wiens zoon Koenraad trouwde met Adela de dochter van Siegfried I van Weimar-Orlamünde
- Adelheid (ovl. 24 februari 1108), gehuwd met Marward van de Chiemgau (vermoord, geen kinderen), daarna met Ulrich van Passau (dochter Uta, gehuwd met Engelbert van Karinthië), daarna met Berengar van Sulzbach (geen kinderen)
- mogelijk Emma, gehuwd met Udalschalk van de Lurgau

Van Kuno zijn de volgende voorouders bekend:
- Hendrik II van Schweinfurt (ca. 995 - 1043), gehuwd met een onbekende dochter van Kuno van Altdorf
  - Hendrik van Schweinfurt en Gerberge van Gleiberg (ca. 970 - voor 1036)
  - Kuno I van Altdorf (ca. 980 - na 1020)
    - Rudolf II van Altdorf (927 - ca. 992?), gehuwd met Itha van Öhningen (ca. 940 - na 1000)
      - Rudolf I van Altdorf (ca. 895 - ca. 950), gehuwd met Siburgis
        - Hendrik van Altdorf, gehuwd met Atha van Ellinrath

      - Koenraad I van Zwaben, gehuwd met Richlind (ca. 950 -  2 september 1035)

Van Kuno's vrouw Mathilde zijn de volgende voorouders bekend:
- Rudolf van Achalm (ca. 1005 - 24 september, onbekend jaar), gehuwd met Adelheid van Wülfingen (ca. 1015 -  29 augustus 1065)
  - Egino (ca. 980 - ca. 1035)
  - Liutold van de Sundgau (ca. 980 - voor 1044), gehuwd met Williburg
    - Koenraad I van Zwaben, gehuwd met Richlind (ca. 950 -  2 september 1035)
    - Unrouch